# Горбунов, Михаил Дмитриевич
Михаил Дмитриевич Горбунов (9 января 1930, Новобурасский район, Вольский округ, Нижне-Волжский край, РСФСР, СССР — 9 июня 2007, Саратов) — бригадир слесарей Третьего государственного подшипникового завода Министерства автомобильной промышленности СССР, Саратов. Герой Социалистического Труда (1971).
В 1970 году досрочно выполнил личные социалистические обязательства и производственные задания Восьмой пятилетки (1966—1970). Указом Президиума Верховного Совета СССР от 5 апреля 1971 года «за выдающиеся успехи в выполнении заданий пятилетнего плана по развитию автомобильной промышленности» удостоен звания Героя Социалистического Труда с вручением ордена Ленина и золотой медали «Серп и Молот».
Член КПСС. Избирался делегатом XXIII съезда КПСС.